# Smardzew (Sieradz)
Pour les articles homonymes, voir Smardzew.
Smardzew est une localité polonaise de la gmina de Wróblew, située dans le powiat de Sieradz en voïvodie de Łódź.